# Camping with the Blackfeet
Camping with the Blackfeet è un cortometraggio muto del 1913. Non si conosce il nome del regista del film, un documentario prodotto dalla Edison che venne girato nel Montana.

## Produzione
Il film fu prodotto dalla Edison Company.

## Distribuzione
Distribuito dalla General Film Company, il film - un cortometraggio di 150 metri - uscì nelle sale cinematografiche statunitensi il 10 novembre 1913.